# Knall und Fall als Hochstapler
Knall und Fall als Hochstapler ist eine deutsch-österreichische Komödie (Slapstick) unter der Regie von Hubert Marischka, die in der Bundesrepublik Deutschland am 19. September 1952 und in Österreich am 21. November 1952 in die Kinos kam. Das deutsch-österreichische Komikerduo Knall und Fall, alias Hans Richter und Rudolf Carl, sollte nach den großen Vorbildern Dick und Doof resp. Pat & Patachon etabliert werden.
1953 gab es eine Fortsetzung mit dem Titel "Knall und Fall als Detektive".

## Handlung
Die Landstreicher Knall und Fall picknicken gerade auf einer Wiese, als plötzlich ein imposanter Wagen neben ihnen hält. Ein Mann fordert sie auf einzusteigen, da sie genau dem Typ entsprächen, der für einen Film gesucht werde. Die beiden überlegen nicht lange und kommen der Aufforderung nach. Die Fahrt endet in einem Filmstudio. Dort werden sie in einen amerikanischen Wagen bugsiert, der dem Hauptaktionär der Filmgesellschaft, Millionär Vandergold, gehört. Knall und Fall sollen einen Millionär und seinen Chauffeur spielen. Im Wagen befindet sich auch eine Aktentasche mit dem eingeprägten Namen „Vandergold“, die eine Million Dollar Theatergeld enthält. 
Als Knall einen falschen Hebel im Auto bedient, setzt sich der Wagen in Bewegung. Es beginnt eine Irrfahrt aus dem Filmstudio durch die Straßen, bis der Wagen schließlich eine Sanatoriumspforte durchbricht und zum Stehen kommt. Als die durch den Lärm herbeigeeilte Direktorin die Aktentasche mit dem Namen „Vandergold“ erblickt, aus der mehrere Geldscheine hervorquellen, sieht sie ihre Chance, das kurz vor der Pleite stehende Sanatorium mit Hilfe der beiden neuen Gäste doch noch retten zu können. Sie geht davon aus, den Millionär Vandergold und seinen Chauffeur vor sich zu haben. Knall und Fall leugnen zwar, Millionäre zu sein, werden jedoch eiligst in einem luxuriösen Appartement des Sanatoriums untergebracht. Ein Bankdirektor verkauft ihnen die wertlosen Sanatoriumsaktien, die in die Höhe schnellen, als bekannt wird, dass der Millionär Vandergold sich im Sanatorium einquartiert hat. Auch als die Direktorin vom Aufnahmeleiter, der nach Knall und Fall gesucht hat, aufgeklärt wird, bleibt man nach kurzer Beratung bei der Geschichte. Niemand will riskieren, dass die Aktien des Sanatoriums wieder fallen.
Im Sanatorium ist auch die hübsche Kosmetikerin Bettina Brandtner angestellt, in die sich sowohl Knall als auch Fall ein wenig vergucken, was ihre Freundschaft belastet. Fall hat die junge Dame als „Vandergold“ adoptiert. Als Bettina den echten Vandergold kennenlernt und dessen Freundin Irene Dahlen überaus eifersüchtig reagiert, spitzt sich die Situation weiter zu. Auf einem von Knall und Fall organisierten Sommerfest werden die beiden Landstreicher schließlich enttarnt und sind irgendwie auch erleichtert darüber. Sie flüchten schließlich heimlich von ihrem eigenen Fest und lassen auch Bettina Brandtner zurück, wegen der ihre Freundschaft fast in die Brüche gegangen wäre.

## Hintergrund
Gedreht wurde der Film in Wien-Sievering im Studio sowie in Wien. Arena-Film und Wiener Mundus-Film waren die Produktionsfirmen, der Kinoverleih erfolgte durch den Herzog-Filmverleih. Franz Schroedter war für die Bauten zuständig, Herbert Sennewald für die Produktionsleitung. Die Uraufführung in Deutschland am 19. September 1952 war in Düsseldorf.
Der im Film verwendete Name "Vandergold" soll eine gedankliche Verbindung zum Namen Vanderbilt als Synonym für Reichtum suggerieren.
1953 erfolgte ein weiterer Versuch, dieses Komiker-Duo zu etablieren. Die Komödie trägt den Titel Knall und Fall als Detektive.

## Kritiken
„Die Knall und Fall"-Klamotten mit den Protagonisten Hans Richter (als dummdreister Pfiffikus) und Rudolf Carl (als quengelnder Tropf) waren ein Versuch, deutsche Nachfolger für Dick und Doof oder Pat und Patachon populär zu machen. Beide spielen Landstreicher, die unversehens in prekäre Situationen hineinstolpern. Wegen mangelnder Ausstrahlung der Darsteller und fehlender Ideen bleibt die Qualität der großen Vorbilder unerreicht."“

„Versuch, mit Hans Richter und Rudolf Carl ein deutsch-österreichisches Komikerduo nach Vorbildern wie Laurel und Hardy oder Pat und Patachon zu etablieren.“